# Kaulaulaokalani
Kaulaulaokalani (havajski Kaʻulaʻulaokalani, Ka-ʻulaʻula-o-kalani; o ka lani = „nebeski”) bio je havajski plemić (Aliʻi) i poglavica Koolaua, mesta na ostrvu Oahuu. Bio je sin poglavice Kavalevaleokua te potomak čarobnjaka Mavekea sa Tahitija.

## Život
Kaulaulaokalani je rođen na ostrvu Oahuu. Njegovi roditelji su bili Kavalevaleoku — poglavica Koolaua — i njegova žena, Unaula (Unaʻula). Deda i baba Kaulaulaokalanija su bili poglavica Kua i njegova sestra-žena Kapua — deca princeze Mualani i njezinog muža, Kaomealanija. Kavalevaleoku je smatran bogom jer je rođen iz braka brata i sestre te je vladao Koolauom nakon Kue.

### Vladavina i brak
Nakon smrti Kavalevaleokua, Koolauom je zavladao Kaulaulaokalani, koji je oženio ženu zvanu Kalua-i-Olovalu (Kalua-i-Olowalu). Kaulaulaokalani je bio vazal velikog poglavice Lakone. Delom ostrva Oahua imenom Kona vladala je poglavarka Maelo, rodica Lakone i Kaulaulaokalanija. Ćerka Kaulaulaokalanija i njegove supruge bila je poglavarka Kaimihauoku, koja je zavladala Koolauom nakon očeve smrti te se udala za čoveka imenom Loe. Njihov sin je bio poglavica Koolaua, Moku.

## Spoljašnje veze
- Kaulaulaokalani (Ka-'ula'ula-o-kalani) Архивирано на веб-сајту  (17. март 2016)